# Dècada del 260 aC

## Esdeveniments
- Primera Guerra Púnica
- Darreres inscripcions en accadi a la cort mesopotàmics
- La Stupa prolifera a l'Índia
- Comencen els combats de gladiadors a Roma
- Es diferencia per primer cop una artèria d'una vena
- Càlcul del Nombre π

## Personatges destacats
- Arquimedes
- Heròfil de Calcedònia